# Anchialina media
Anchialina media är en kräftdjursart som beskrevs av Ii 1964. Anchialina media ingår i släktet Anchialina och familjen Mysidae. Inga underarter finns listade i Catalogue of Life.